# بوب كينيدي (لاعب كرة قدم أمريكية أمريكي)
بوب كينيدي (بالإنجليزية: Bob Kennedy)‏ هو لاعب كرة قدم أمريكية أمريكي، ولد في 29 يونيو 1921 في ساندبوينت في الولايات المتحدة، وتوفي في 29 يوليو 2010 في بويسي في الولايات المتحدة.

## وصلات خارجية
- بوب كينيدي على موقع مرجع كرة القدم المحترفة.كوم (الإنجليزية)